# Johannes Pfleger
Johannes Pfleger  (* 11. September 1867 in Dansenberg; † 8. August 1957 in Rheinfelden (Baden)) war ein deutscher Chemiker.
Pfleger ging auf die Industrieschule in München mit dem Abschluss 1884 und studierte nach dem Wehrdienst 1886 bis 1891 Chemietechnik an der Technischen Hochschule München. Während seines Studiums wurde er Mitglied der Burschenschaft Cimbria Hannover. Er war ab 1891 Chemiker bei der Firma Degussa in Frankfurt am Main, wo er ein Jahr später die Versuchsstation für Elektrochemie und Elektrometallurgie übernahm (die von Degussa und der Metallgesellschaft betrieben wurde). 1900 wurde er Leiter der Versuchsabteilung bei der Degussa und Untersuchungschemiker. Er war maßgeblich an der Etablierung chemischer Forschung (und überhaupt der Chemie neben der Edelmetall-Trennung) bei der Degussa beteiligt und wurde 1921 Chefchemiker. 1933 ging er in den Ruhestand, war aber bis 1942 freier Mitarbeiter.
Pfleger verbesserte das Castner-Kellner-Verfahren für die Herstellung von Natriumcyanid bei der Degussa mit einem Verfahren, das bis 1971 benutzt wurde.
Er ist für Beiträge zur Verbesserung der (ersten) Indigo-Synthese nach Karl Heumann bekannt (Herstellung aus N-Phenylglycin in Alkalischmelze). Sie war zwar seit 1890 bekannt, hatte aber zu geringe Ausbeuten und wurde erst durch das von Pfleger 1901 eingeführte Kondensationsmittel Natriumamid wirtschaftlich und daher auch Heumann-Pflegersche Indigosynthese genannt (oder Pflegersches Indigoverfahren, patentiert 1901). Natriumamid war ein Zwischenprodukt im Castner-Kellner-Verfahren. Die Degussa vermarktete das Patent mit dem Farbhersteller, Meister, Lucius und Brüning, den späteren  Farbwerken Hoechst, und erhielt dafür sehr hohe Dividenden (bis 30 bis 50 % zwischen 1906 und 1911).

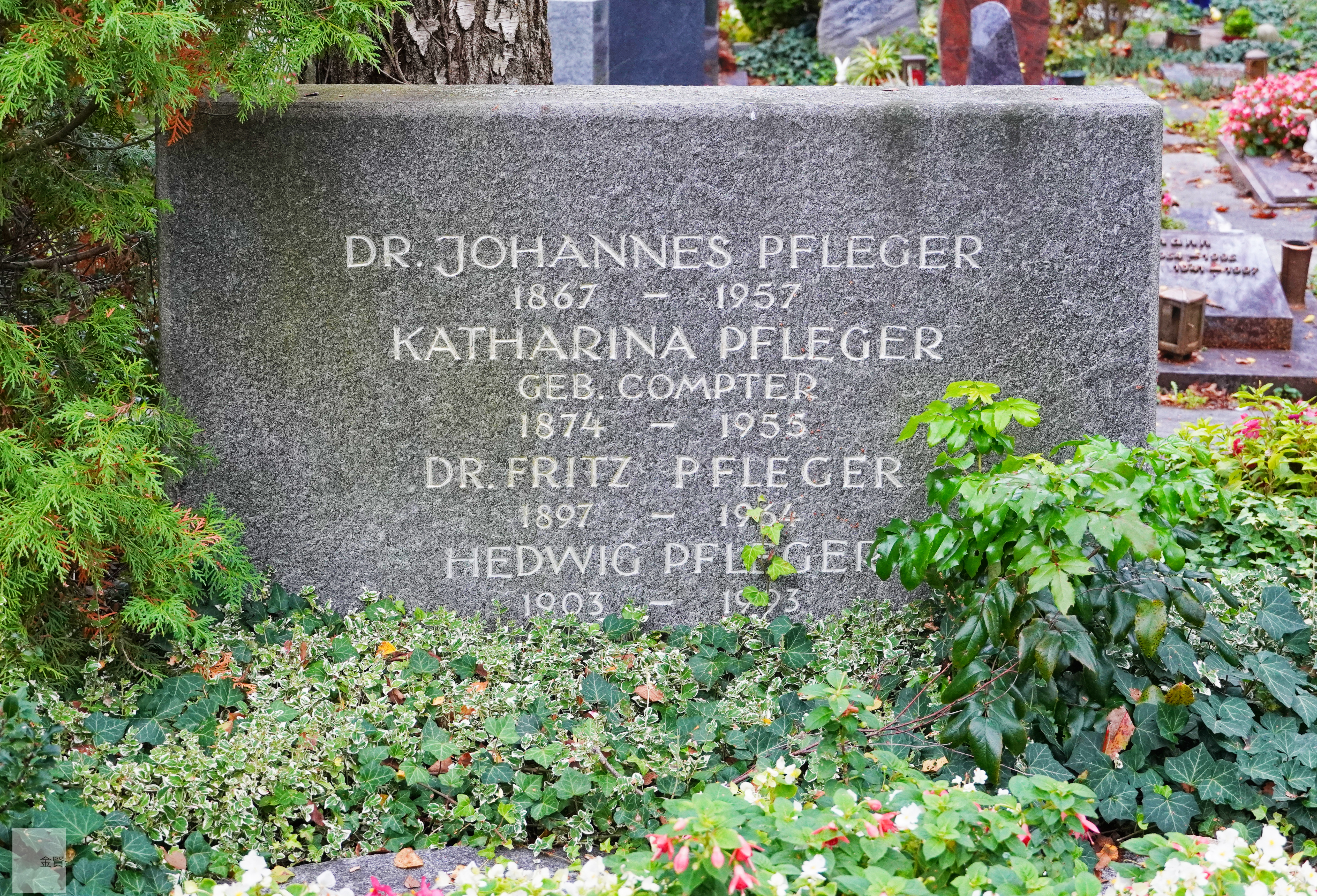
Grabstein Johannes und Katharina Pfleger-Compter

Ein weiteres für die Degussa wichtiges Forschungsfeld von Pfleger waren chemische Bleichverfahren.
1911 wurde er Dr. Ing. e. h. an der TH München und 1923 wurde er Ehrendoktor der Universität Frankfurt. 1931 wurde er für Beiträge zur Schädlingsbekämpfung Ehrenbürger der Landwirtschaftlichen Hochschule Berlin.
Sein Familiengrab liegt auf dem Friedhof Rheinfelden (Baden).